# Lądowisko Kwidzyn-Szpital
Lądowisko Kwidzyn-Szpital – lądowisko sanitarne w Kwidzynie, w województwie pomorskim, położone przy ul. gen. Józefa Hallera 31. Przeznaczone jest do wykonywania startów i lądowań śmigłowców sanitarnych i ratowniczych w dzień i w nocy o dopuszczalnej masie startowej do 5700 kg.
Zarządzającym lądowiskiem jest "ZDROWIE" Sp. z o.o. Niepubliczny Zakład Opieki Zdrowotnej w Kwidzynie. W roku 2013 zostało wpisane do ewidencji lądowisk Urzędu Lotnictwa Cywilnego pod numerem 184
Koszt jego budowy wyniósł ok. 1,5 mln